# 阿蒂科納克湖
52°40′00″N 64°31′57″W / 52.66667°N 64.53250°W
阿蒂科納克湖是加拿大的湖泊，位於拉布拉多半島，由紐芬蘭-拉布拉多省負責管轄，長55公里、寬12公里，面積358平方公里，島嶼總面積431平方公里。